# Dölön-Ömürsakow-Stadion
Das Dölön-Ömürsakow-Stadion (bis 2010 Spartak-Stadion) ist ein Fußballstadion mit Leichtathletikanlage in der kirgisischen Hauptstadt Bischkek.

## Geschichte
Die 1941 eröffnete Anlage bietet 23.000 überdachte Sitzplätze. Sie ist die Heimspielstätte der kirgisischen Fußballnationalmannschaft sowie der Fußballvereine FK Dordoi Bischkek, Alga Bischkek und der FK Ilbirs Bischkek. Es ist das Nationalstadion und mit seiner Kapazität das größte Stadion des Landes. Es liegt im Panfilow-Park im Zentrum Bischkeks, unweit des Parlamentsgebäudes und des Ala-Too-Platzes.
Im September 2008 fanden drei Spiele des AFC President’s Cups 2008 im Dölön-Ömürsakow-Stadion statt, darunter auch das Finale zwischen dem FK Dordoi-Dynamo und Regar TadAZ aus Tadschikistan, das die Tadschiken im Elfmeterschießen gewannen. Das Stadion war auch eines von insgesamt drei Stadien der Fußball-Zentralasienmeisterschaft 2023 in Kirgisistan und Usbekistan. In Usbekistan wurde im Paxtakor-Zentral-Stadion und im Milliy-Stadion der Hauptstadt Taschkent gespielt.

## Neubau
Seit dem Frühjahr 2024 ist die Bischkek-Arena mit 45.000 Plätzen als Nachfolger des Dölön-Ömürsakow-Stadions für die Fußballnationalmannschaft im Bau. Sie soll bis zum 31. August 2026 fertiggestellt werden.